# 地機穴
地機穴（ちきけつ）は、足の太陰脾経に所属する8番目の経穴である。同経の郄穴である。

## 部位
陰陵泉から下方3寸 内顆尖〜上10寸、脛骨内側縁の骨際に取穴する

## 名前の由来
地は神、機は変化を意味し、女性の月経不順、精血不足、生殖能力の低下などの症状を改善させ、気血を補い、生殖能力を盛んにする作用があり、その働きがまるで大地に万物の生命が復活することから名づけられた。

## 効能
腹脹、腹痛、食欲不振、泄瀉、痢疾、月経不順、月経痛、遺精、女子の下腹部の腫塊、腰痛で前後に屈伸できない、小便不利、水腫に使われる。　